# رشا بن معاوية
رشا بن معاوية (مواليد 20 مايو 1995) هي ممثلة تونسية شاركت في أعمال في تونس، سوريا ومصر. بدأت مشوارها الفني في عام 2015 بمسلسل ليلة الشك.

## أعمالها

### مسلسلات
- 2015 : ليلة الشك لمجدي السميري وجميل النجار ودرة الفازع بدور شمس.
- 2016 : وردة وكتاب لأحمد رجب بدور عفوة.
- 2016 : الأكابر لمديح بالعيد ومحمد عزيز هوام ومحمد علي دمق وحسام الساحلي بدور دلال.
- 2017 : أوركيديا لحاتم علي ورياض طعمة وعمرو علي وعلي محي الدين علي وپيير قلام وعدنان العودة وإياد أبو الشامات بدور براءة.
- 2017 : الدوامة لالحبيب المسلماني ونعيم بن رحومة ومحمد علي ميهوب وخالد البرصاوي وعبد المنعم حواص بدور أروى القادري.
- 2018 : فوق السحاب لرؤوف عبد العزيز ومحمود سليم وعلاء زينهم وأحمد وفيق وطارق هاشم وجمال شاكر وعبد الرحمان أكرم ومحمود عويان وماريو ممدوح وخالد نعيم وتامر مرسي وأحمد السيد وهاني كشكوش وعمرو يوسف وجمال السروي وأحمد حمدي ومحمود جعفر وحسام شوقي بدور صفية.
- 2018 : فاميليا لول لنجيب مناصرية ومحمد الهادي الحناشي بدور أسماء.
- 2019 : شبر ميه لطارق رفعت وإيمان شعبان ومعتز حسام وأميرة النمس وهاجر الكراني وشريف بدر الدين ونهال سماحة وماريان هاني وضحى إبراهيم توفيق ومحمد هشام عبيد ومحمود الشافعي ومحمد هشام عبية بدور نايله.
- 2019 : أبو جبل لأحمد صالح وأحمد عمر وشادي عبد السلام وهادي علي وحسام أوسكار ومحمد سيد بشير بدور أمل.
- 2020 : بخط الإيد لشيرين عادل ومحمد سعيد عبد الله وعبد الحميد أبو شادي وهالة الزغندي وعمرو شاهين وأماني أبو العينين وإيمان رشاد وفاطمة الزهراء سيف الدين وسامح دغيم وتامر حسين بدور نيفين.
- 2020 : إلا أنا لأحمد يسري وتامر محمد مصطفى وعلاء الدين مصطفى ومحمود الفارسي وأحمد حسام ويسري الفخراني وأماني التونسي وإبراهيم ربيع وأحمد عبد العزيز وتامر مرتضى ومصطفى العوضي بدور خلود (حكاية طعم الدنيا).
- 2021 : كله بالحب لعصام عبد الحميد وسعاد الهجان وسما كتكت ومحمد الشخيبي بدور هادية.
- 2021 : الدايرة لأحمد سمير فرج وأحمد يحيى ومحمد عبد المعطي بدور سماح.
- 2022 : شغل عالي لمرقس عادل وماريو مكرم ونعمان جرجس وحسين مصطفى محرم.

### أفلام
- 2021 : مربع برمودة لطارق رفعت وهشام هلال.

## وصلات خارجية
- رشا بن معاوية على موقع IMDb (الإنجليزية)
- رشا بن معاوية على موقع قاعدة بيانات الأفلام العربية